# Provence-Alpes-Côte d'Azur
Provence-Alpes-Côte d'Azur er en fransk region, der dækker det sydøstlige hjørne af Frankrig. Regionen grænser op til Italien i øst, Middelhavet i syd, Languedoc-Roussillon i vest og Rhône-Alpes i nord.
Regionen består af departementerne:
| Departement             | Hovedby         | Indbyggertal    | Areal (km2) | Indb/km2 |
| ----------------------- | --------------- | --------------- | ----------- | -------- |
| Alpes-de-Haute-Provence | Digne-les-Bains | 161.588 (2014)  | 6.925       | 22       |
| Alpes-Maritimes         | Nice            | 1.097.046(2007) | 4.299       | 255      |
| Bouches-du-Rhône        | Marseille       | 2.016.622(2015) | 5.087       | 376      |
| Hautes-Alpes            | Gap             | 140.916(2015)   | 5.549       | 24       |
| Var                     | Toulon          | 1.048.652(2015) | 5.973       | 163      |
| Vaucluse                | Avignon         | 557.548(2015)   | 3.567       | 149      |
| Total                   |                 | 5.022.372       | 31.400      | 153      |

- Wikimedia Commons har flere filer relateret til Provence-Alpes-Côte d'Azur

44°N 6°Ø / 44°N 6°Ø